# Падерки-Фирсы
Падерки-Фирсы — деревня в Куйбышевском районе Калужской области России в составе сельского поселения «Поселок Бетлица».

## География
Входит в группу деревень (включая также Падерки-Васюки, Падерки-Казенные и Падерки-Кабачи), расположенных вдоль реки Падерки.

## История
В списках населённых мест Российской империи Падерки и Падерки-Фирсы указывались как один населённый пункт Грибовской волости Жиздринского уезда.
Вероятно, образована в результате переселения жителей владельческих Падерок (Грибовской волости) Фирсовых на свободные земли «на отруба» в начале XX века в ходе Столыпинской аграрной реформы и последующей ликвидации частных хуторов в ходе коллективизации.
Изначально деревня Падерки была населена владельческими крестьянами, в разные годы принадлежавшими разным помещикам (Елагиным, Беклемишевым, Лавровым, Безобразовым и Мальцовым). В 1879 деревня насчитывала 6 дворов. Коренными жителями были крестьяне Ипатовы, Фирсовы, Юдины, Михалевы и Волковы.
| 2002 | 2010 |
| ---- | ---- |
| 16   | ↗17  |

## Инфраструктура
Личное подсобное хозяйство.

## Транспорт
Подъездная дорога к автодороге регионального значения «Киров — Бетлица».